# Chardon, Ohio
Chardon är administrativ huvudort i Geauga County i delstaten Ohio. Chardon hade 5 242 invånare enligt 2020 års folkräkning.